# 朱尚灴
永壽懷簡王朱尚灴（1390年4月17日—1420年9月19日），明朝秦藩第一代永壽王，秦王朱樉之庶第五子。

## 生平
洪武二十三年四月乙未（1390年4月17日）生。洪武三十五年九月甲申（1402年9月30日），封永壽王，王府在秦府西南二里處。同年十月，舉行冠禮。
永樂五年（1407年）四月，前往南京朝見明成祖，受到皇太子朱高熾的設宴招待。永樂六年（1408年）四月，返回西安府。永樂八年（1410年）十二月，再次前往南京朝見明成祖。永樂九年（1411年）六月，返回西安府。永樂十五年（1417年）三月，第三次前往南京朝見明成祖，兄長興平王朱尚烐同行。同月，與朱尚烐返回西安府。
永樂十八年八月戊申（1420年9月19日）薨，享年三十一，在位十九年，諡號懷簡，葬於咸寧縣鮑陂里。十一年後，嫡長子朱志埴襲爵。

## 家庭

### 妻
- 吳氏，府軍右衛指揮僉事吳忠女，永樂九年（1411年）五月冊為永壽王妃[12]

### 子孫
- 嫡長子：永壽安惠王朱志埴
- 子：鎮國將軍朱志垤，設鎮國二將軍府於咸寧縣歸義坊[3]，夫人李氏，柴氏，陳氏，袁氏[13]
  - 庶長子：輔國將軍朱公鐯[14]
    - 第二子：朱誠滕[15]

  - 庶次子：輔國將軍朱公䥸（1453年8月24日—1485年5月24日），天順三年（1459年）三月賜名[14]，夫人張氏（1457年12月20日—1513年6月24日），義官張智的女兒
    - 嫡長子：奉國將軍朱誠汥，夫人貟氏，西安府華州渭南縣人任山東平渡洲吏目貟慧的次女，封淑人。宮媵趙氏[13]
      - 嫡長子：朱秉檀，鎮國中尉待封[13]
      - 嫡長女，鄉君待封[13]
      - 嫡次女，鄉君待封[13]

    - 庶次子：朱誠滂，早卒，生母趙氏[13]
- 子：鎮國將軍朱志埵，設鎮國三將軍府於長安縣水池坊[3]
  - 孫：輔國將軍朱公鐼
  - 孫：輔國將軍朱公鍇[16]
    - 曾孫：奉國將軍朱誠㴒[17]
    - 曾孫：奉國將軍朱誠潭[18]
    - 曾孫：奉國將軍朱某
      - 玄孫：鎮國中尉朱秉楳[19]

    - 曾孫：奉國將軍朱誠滻，號益齋[20]
      - 玄孫：鎮國中尉朱秉柚，號竹溪
        - 五世孫：輔國中尉朱惟𤉰
          - 六世孫：奉國中尉朱懷𩀁
          - 六世孫女：宗女，宗婿趙秉德

        - 五世孫女：雷潭鄉君，儀賓任仕
        - 五世孫女：羅溪鄉君，儀賓魏光恒
        - 五世孫女：宗女，宗婿邢節
        - 五世孫女：宗女，宗婿劉檟[21]

      - 玄孫：鎮國中尉朱秉楠
      - 玄孫：鎮國中尉朱秉橽[19]

    - 曾孫女：洛交縣君，儀賓紀昱[17]

  - 孫：輔國將軍朱公鋊[16]
    - 曾孫：奉國將軍朱誠流
    - 曾孫：奉國將軍朱誠溵[22]
      - 玄孫：鎮國中尉朱秉
        - 五世孫：輔國中尉朱惟熮[23]
          - 六世孫：朱懷坷[24]

        - 五世孫：輔國中尉朱惟煴[23]
          - 六世孫：朱懷堊[24]

        - 五世孫：輔國中尉朱惟[23]

      - 玄孫：鎮國中尉朱秉梢，號朴菴
        - 五世孫：輔國中尉朱惟㷈
        - 五世孫：輔國中尉朱惟煠，號友山[25]
          - 六世孫：奉國中尉朱懷坍
            - 七世孫：奉國中尉朱敬
              - 八世孫：元哥（乳名）
              - 八世孫：正哥（乳名）

            - 七世孫：奉國中尉朱敬𨥏
              - 八世孫：朱誼
              - 八世孫：臘哥（乳名）
              - 八世孫女：孟姐

            - 七世孫：奉國中尉朱敬鉑
              - 八世孫女：香姐

            - 七世孫：朱正學

          - 六世孫：奉國中尉朱懷𠳊
          - 六世孫：朱養德
          - 六世孫女：宗女，宗婿聶應承[26]

        - 五世孫：輔國中尉朱惟煪，號友菊
          - 六世孫：奉國中尉朱懷地
            - 七世孫：奉國中尉朱敬𨦞
              - 八世孫：奉國中尉朱誼泊
              - 八世孫：奉國中尉朱誼𣲊
              - 八世孫女：大姐，宗婿雷光展
              - 八世孫女：二姐，宗婿張昱
              - 八世孫女：三姐，宗婿甘遺德
              - 八世孫女：四姐
              - 八世孫女：五姐，宗婿蔣靖遠
              - 八世孫女：六姐

            - 七世孫：奉國中尉朱敬顉

          - 六世孫：奉國中尉朱懷𡋣
          - 六世孫：奉國中尉朱懷壛，號一川子
            - 七世孫：奉國中尉朱敬
              - 八世孫：奉國中尉朱誼洭

            - 七世孫女：大姐，宗婿張國用

          - 六世孫：奉國中尉朱懷堳
            - 七世孫：奉國中尉朱敬鋋

          - 六世孫：奉國中尉朱懷𨾼
            - 七世孫：朱敬
            - 七世孫：朱敬
            - 七世孫：三哥（乳名）

          - 六世孫女：宗女，宗婿劉邦銀
          - 六世孫女：宗女，宗婿姚来賓
          - 六世孫女：宗女，宗婿聶從德[27][28]

        - 五世孫：輔國中尉朱惟𤓪
        - 五世孫：輔國中尉朱惟[25]

      - 玄孫女：耀陽鄉君，儀賓于倌[24]

    - 曾孫：奉國將軍朱誠湤
    - 曾孫：奉國將軍朱誠渱[22]
      - 玄孫：鎮國中尉朱秉
        - 五世孫：輔國中尉朱惟焇
        - 五世孫：輔國中尉朱惟㷎
        - 五世孫：輔國中尉朱惟

      - 玄孫：鎮國中尉朱秉棋
        - 第一子：輔國中尉朱惟炍[25]（1542年2月10日—1596年7月19日），一作「朱惟𤆣」，號友槐，元配袁氏，封宜人，繼苟氏，封內助，副彭氏，封名媵[29]
          - 嫡長子：奉國中尉朱懷𩀫，先卒。娶趙氏，封安人[29]
          - 嫡次子：奉國中尉朱懷㙱，娶靳氏，封安人。聘沈氏[29]
          - 庶三子：朱懷，生母彭氏，聘沈氏[29]
          - 庶四子：生母彭氏，未名早卒[29]
          - 庶五子：朱懷𡌸，生母彭氏[29]
          - 庶六子：朱懷？，生母彭氏，未請名[29]
          - 女：幼，生母彭氏[29]

        - 第二子：輔國中尉朱惟烍
        - 第三子：輔國中尉朱惟[25]
        - 第四子：朱惟？[29]

      - 玄孫女：醴陵鄉君，儀賓羅綺

    - 曾孫女：遂溪縣君，儀賓白惠
    - 曾孫女：緇川縣君，儀賓何銘[23]

  - 孫女：彰武郡君，儀賓關臨[30]
- 女：延長縣主，儀賓周鑑[31]